# Stadio Romolo Pacifici
Lo stadio "Mario e Romolo Pacifici" è un impianto sportivo di San Donà di Piave (VE).
È il campo degli incontri interni del Rugby San Donà, squadra di rugby a 15.
Lo stadio sorge nelle "cittadella sportiva" di San Donà di Piave, nelle vicinanze del vecchio stadio "Pippo Torresan", già impianto interno della compagine rugbistica dalla metà degli anni settanta fino al 2000.
Lo stadio "Pacifici" ha una capienza massima di circa 1.500 spettatori

## Avvenimenti importanti
- 2001 Italia "A"- Scozia "A" valida per il Sei Nazioni di categoria
- 2002 Coppa del Mondo di rugby Under-19: Irlanda-Francia, Polonia-Trinidad e Tobago, Italia-Scozia
- 13 marzo 2015 Italia - Francia valida per il Sei Nazioni under 20